# Alternative-Streitbeilegung-Stellen (Liechtenstein)
Alternative-Streitbeilegung-Stellen (AS-Stellen) sind Streitschlichtungsstellen nach dem liechtensteinischen Alternative-Streitbeilegung-Gesetz (AStG), mit denen das Verfahren zur alternativen Beilegung von Streitigkeiten über Verpflichtungen aus einem entgeltlichen Vertrag zwischen einem in Liechtenstein niedergelassenen Unternehmer und einem Verbraucher geregelt wird (Artikel 1 Abs. 1 AStG).

## Streitschlichtungsstellen
Gemäß Artikel 4 Abs. 1 AStG sind als AS-Stellen zugelassen:
- Schlichtungsstelle nach der Kommunikationsgesetzgebung;[2]
- Schlichtungsstelle nach der Elektrizitätsmarktgesetzgebung und der Gasmarktgesetzgebung;[3]
- die Schlichtungsstelle im Finanzdienstleistungsbereich;[4]
- das Amt für Volkswirtschaft in seiner Funktion als zuständige Stelle in Angelegenheiten des Konsumentenschutzes.

Amt für Volkswirtschaft ist nach Artikel 4 Abs. 3 AStG „Auffangschlichtungsstelle“, nachdem der Verein für Mediation in Liechtenstein und der Liechtensteinische Schiedsverein kein Interesse als AS-Schlichtungsstelle zeigten. Die Aufzählung der AS-Stellen ist abschließend und eine Erweiterung nur durch eine Änderung des Gesetzes möglich.
Im Gegensatz zu Österreich, sind AS-Stellen in Liechtenstein nicht verpflichtet ein spezielles Zeichen, ein „AS-Stellen-Zeichen“, zu führen, jedoch sind die zugelassenen AS-Stellen verpflichtet darauf hinzuweisen, dass es sich um eine notifizierte AS-Stelle handelt. Die unberechtigte Führung von AS-Stellen-Zeichen ist daher straflos möglich. Personen oder Einrichtungen, die nicht nach dem AStG oder auf Grund anderer Rechtsvorschriften als Schlichtungsstelle tätig sind, dürfen sich als AS-Stelle, Schlichtungsstelle oder Verbraucherschlichtungsstelle, Kundenbeschwerdestelle etc. bezeichnen, da dieser Begriff selbst nicht geschützt ist. Es steht den Unternehmern auch weiterhin frei zur Beilegung von Streitigkeiten mit Verbrauchern andere Stellen weiter zu betreiben, einzurichten oder zu beauftragen. Unternehmer müssen jedoch die Informationspflichten gemäß Artikel 18 AStG bzw. Artikel 14 Abs. 1 und 2 der Verordnung (EU) Nr. 524/2013 gegenüber den Verbrauchern richtig und vollständig erfüllen (siehe Artikel 28 AStG: eine mangel- oder fehlerhafte Information ist eine Verwaltungsübertretung, die mit einer Geldstrafe bis zu CHF 5000 zu bestrafen ist).

## Ziel
Ziel der AS-Stellen ist eine Stärkung von Verbraucherrechten durch kostengünstige, rasche und einfache alternative Streitbeilegungsmechanismen (siehe auch Artikel 1 ADR-Richtlinie). Den Parteien soll dadurch zu einer einvernehmlichen Lösung gebracht oder eine Lösung vorgeschlagen werden, die sie zu einer gütlichen Einigung veranlasst (siehe auch Artikel 3 Zif. 1 lit. a) AStG).

## Verfahren
Die AS-Stellen haben anhand der Vorgaben des AStG detaillierte Verfahrensregeln festzulegen, anhand derer den Verfahrensparteien ein faires, schnelles, objektives Schlichtungsverfahren garantiert wird (siehe z. B. Artikel 5 und 11 AStG). Dabei werden die AS-Stellen jedoch nicht generell auf ein bestimmtes Konfliktbeilegungsverfahren festgelegt. In den Verfahrensregeln ist auch festzulegen, wann die Annahme oder Bearbeitung einer Beschwerde abgelehnt werden kann (siehe z. B. Artikel 5 Abs. 6 AStG). Das Verfahren ist nicht öffentlich (Artikel 14 Abs. 1 AStG). Das Verfahren ist on- und offline zu ermöglichen (Artikel 7 Abs. 1 lit. a) und b) AStG), und es sind auch Streitigkeiten durchzuführen, die grenzüberschreitende Sachverhalte betreffen (Artikel 7 Abs. 1 lit. c AStG).

### Verfahrensbeteiligte
Verfahrensbeteiligte sind Verbraucher aus einem Mitgliedstaat des EWR und Unternehmer mit Sitz in Liechtenstein, wobei nach Artikel 11 Abs. 1 AStG nur der Verbraucher als Antragsteller auftreten kann (Artikel 2 Abs. 2 lit. g) ADR-RL).
Grundsätzlich sieht Art 11 Abs. 1 AStG vor, dass das Verfahren mit dem Einlangen der Beschwerde des Verbrauchers bei der zuständigen AS-Stelle eingeleitet wird. Es kann daher die Schlichtungsstelle in der Verfahrensordnung auch vorsehen, dass Unternehmer die Beschwerde einleiten können. Dies ist im AStG nicht ausdrücklich ausgeschlossen.
Eine Vertretung oder Unterstützung der Parteien durch Rechtsanwälte oder Dritte ist in jedem Verfahrensstadium zulässig (siehe Artikel 11 Abs. 3 AStG).

### Freiwilligkeit
Die Teilnahme am Verfahren ist freiwillig. Die Parteien können das Verfahren in jedem Stadium abbrechen (Sonderregelung jedoch für Unternehmer, die gesetzlich oder vertraglich zur Teilnahme verpflichtet sind). Über diese Möglichkeit sind die Parteien vor Durchführung des Verfahrens zu informieren (Artikel 11 Abs. 2 AStG; Artikel 9 Abs. 2 lit. a) ADR-RL).
Gemäß Artikel 10 Abs. 1 ADR-RL haben die Unionsmitgliedstaaten sicherzustellen, „dass eine Vereinbarung zwischen einem Verbraucher und einem Unternehmer darüber, Beschwerden bei einer AS-Stelle einzureichen, für den Verbraucher nicht verbindlich ist, wenn sie vor dem Entstehen der Streitigkeit getroffen wurde und wenn sie dazu führt, dass dem Verbraucher das Recht entzogen wird, die Gerichte zur Beilegung des Streitfalls anzurufen“.

### Zuständigkeit
Die Zuständigkeit einer AS-Stelle richtet sich grundsätzlich nach dem Sachgebiet, zu welchem die Beschwerde aufgetreten ist (Artikel 4 Abs. 1 AStG siehe oben: „Streitschlichtungsstellen“). Erklärt sich eine AS-Stelle für unzuständig (eine Beschwerdemöglichkeit dagegen ist nicht vorgesehen), so ist, falls die anderen Kriterien erfüllt sind (siehe z. B. Artikel 6 Abs. 6 AStG), jedenfalls die Schlichtungsstelle in Konsumentenschutzangelegenheiten im Amt für Volkswirtschaft zuständig (Artikel 4 Abs. 3 AStG iVm Artikel 5 Abs. 3 ADR-RL).

### Verfahrenskosten
Das Schlichtungsverfahren ist grundsätzlich kostenlos (Artikel 13 AStG). Es kann aber in einem Gesetz oder in den Verfahrensregeln eine Schutzgebühr vorgesehen werden (siehe z. B. Artikel 5 Abs. 5 AStG; Artikel 8 lit. c) ADR-RL).

### Verfahrensdauer
Grundsätzlich sind Schlichtungsverfahren nach 90 Tagen unter Darlegung der Gründe abzuschließen (Artikel 13 Abs. 1 AStG).
Bei „hochkomplexen“ Streitigkeiten kann die AS-Stelle die Frist verlängern. Darüber sind die Parteien zu informieren (Artikel 13 Abs. 2 AStG).

### Lösungsvorschlag
Grundsätzlich ist eine Lösung des Problems durch die Parteien selbst zu finden. Wird jedoch „eine Lösung des Streitfalls auf andere Weise nicht erreicht, so kann der Schlichter den Parteien einen konkreten Vorschlag zu dessen Beilegung unterbreiten. Der Lösungsvorschlag hat sich im Rahmen der Gesetze zu bewegen“ (Artikel 15 Abs. 1 AStG) und es ist eine angemessene Überlegungsfrist einzuräumen (Artikel 15 Abs. 3 AStG).
Der Lösungsvorschlag hat sich im Rahmen der Gesetze zu bewegen bedeutet, dass der Lösungsvorschlag sich an der vorhandenen Sach- und Rechtslage orientieren muss. Um einem rechtsstaatlichen Verfahren z. B. im Hinblick auf das Transparenzgebot zu genügen, muss der Lösungsvorschlag mit einer Begründung versehen sein, die damit Teil des Schlichtungsvorschlags wird. Eine Begründung ist insbesondere notwendig, um den Parteien eine fundierte Entscheidung über die Annahme oder die Ablehnung des Lösungsvorschlags zu ermöglichen. Aus der Begründung muss sich daher insbesondere erkennen lassen, auf welche tatsächlichen und rechtlichen Überlegungen der Schlichter seinen Lösungsvorschlag gestützt hat.
Bei grenzüberschreitenden Bezügen hat das AStG hier kein Primat des liechtensteinischen Rechts vorgesehen. Der Lösungsvorschlag wird sich in solchen Fällen daher am geltenden Kollisionsrecht ausrichten, das am Sitz der AS-Stelle gilt, wobei unionsrechtliche Grundsätze zu beachten sind.
Nach Artikel 15 Abs. 2 AStG steht es den Parteien „frei, diesem Lösungsvorschlag zuzustimmen“. Die Parteien sind vor der Erteilung einer Zustimmung darüber zu informieren,
1. dass sie die Wahl haben, dem Lösungsvorschlag zuzustimmen oder ihn abzulehnen,
2. dass die Beteiligung am Verfahren die Möglichkeit nicht ausschließt, die Durchsetzung ihrer Rechte vor Gericht zu suchen,
3. dass der Lösungsvorschlag anders sein kann als das Ergebnis eines Gerichtsverfahrens und
4. welche Rechtswirkungen die Annahme des Lösungsvorschlags hat.

### Beendigung des Verfahrens
Das Verfahren ist nach Artikel 16 Abs. 1 AStG zu schließen, wenn
1. der Verbraucher seinen Antrag zurückzieht oder erklärt, das Verfahren nicht fortsetzen zu wollen,
2. der Unternehmer am Verfahren nicht teilnimmt oder erklärt, das Verfahren nicht fortsetzen zu wollen,
3. die AS-Stelle für die einlangende Beschwerde nicht zuständig ist,
4. eine Einigung erzielt wurde oder der Einigungsversuch erfolglos verlaufen ist.
5. ein Ablehnungsgrund nach Artikel 5 Abs. 6 AStG vorliegt:[15]
  1. die Beschwerde mutwillig oder schikanös ist,
  2. die Beschwerde von einer AS-Stelle oder einem Gericht behandelt wird oder bereits behandelt worden ist,
  3. der Streitwert einen festgelegten Schwellenwert unter- oder überschreitet,
  4. der Verbraucher die Beschwerde nicht innerhalb einer in den Verfahrensregeln festgesetzten Frist von zumindest einem Jahr ab dem Zeitpunkt, zu dem er die Beschwerde beim Unternehmer vorgebracht hat, bei der AS-Stelle eingereicht hat,
  5. die Behandlung der Streitigkeit den effektiven Betrieb der AS-Stelle ernsthaft beeinträchtigen würde,
  6. der Konsument in der Beschwerde nicht glaubhaft macht, dass er eine Einigung mit dem Unternehmer versucht hat oder diesen Versuch binnen einer von der AS-Stelle gesetzten angemessenen Frist nicht nachweislich nachholt.

Mit der Mitteilung des Ergebnisses gilt das Verfahren als beendet.

### Verjährungshemmung
Die Einbringung „einer Beschwerde und die gehörige Fortsetzung eines Verfahrens vor einer zuständigen AS-Stelle hemmen Anfang und Fortlauf der Verjährung sowie sonstiger Fristen zur Geltendmachung der vom Verfahren betroffenen Rechte und Ansprüche“ (Artikel 17 AStG; Artikel 12 ADR-RL).

### Datenschutz
Die AS-Stellen sind nach Artikel 7 Abs. 2 AStG verpflichtet, „Maßnahmen zu treffen, um die Verarbeitung personenbezogener Daten im Einklang mit dem Datenschutzgesetz“ sicherzustellen.

### Verfahrenssprache
Das AStG sieht vor, dass eine Verfahrenssprache „in denen Beschwerden bei den jeweiligen AS-Stellen eingereicht werden können, und die Sprachen, in denen das AS-Verfahren geführt werden kann“ dem Ständigen Ausschuss der EFTAStaaten zu notifizieren ist. Die Verfahrensregeln der jeweiligen AS-Stelle können davon aber nicht diskriminierend abweichendes vorsehen.

### Schlichter
Die mit der Streitbeilegung betraute natürliche Person wird als „Schlichter“ bezeichnet (Artikel 3 Abs. 1 lit. c) AStG). AS-Stellen sind nach Artikel 6 Abs. 2 AStG verpflichtet, auf ihrer laufend zu aktualisierenden Website den Parteien Informationen über den bzw. die Schlichter, inklusive Angaben über deren Ernennung, vorgesehene Funktionszeit, Namen, erworbene Qualifikation und bisherigen beruflichen Werdegang, bereitzuhalten und nach Artikel 7 Abs. 1 lit. d) AStG bei Bedarf Schulungen für die Schlichter anzubieten.

#### Vertraulichkeit
Das Verfahren bei den AS-Stellen ist nicht öffentlich (Artikel 14 Abs. 1 AStG). Die Parteien können die Schlichter und Mitarbeiter der Schlichtungsstelle von der Verschwiegenheit und Vertraulichkeit in Bezug auf die übergebenen Unterlagen entbinden. Ansonsten hat der Schlichter und die AS-Stelle das Verfahren und alle Informationen vertraulich zu behandeln und keine Auskünfte zu erteilen (Artikel 14 Abs. 2 AStG, § 321 Abs. 1 Zif. 3 ZPO).

#### Ernennung des Schlichters
Der Schlichter ist auf mindestens drei Jahre zu bestellen und darf nur nach den in Artikel 9 Abs. 2 AStG genannten Gründen abberufen werden. Ob eine Wiederbestellung zulässig ist, wird vom AStG nicht geregelt.

#### Qualifikation des Schlichters
Der Schlichter hat über Rechtskenntnisse, das erforderliche Fachwissen, die Erfahrung und die Fähigkeiten, die für die Arbeit in der AS-Stelle oder der gerichtlichen Beilegung verbraucherrechtlicher Streitigkeiten erforderlich sind, zu verfügen (Artikel 9 Abs. 1 AStG; Art 6 ADR-RL). Schlichtungsstellen können in verschiedensten Bereichen tätig sein. Es ist daher erforderlich als Schlichter unter Umständen nicht nur ein juristisches Grundwissen zu haben, sondern z. B. auch oder überwiegend ein
technisches Wissen.

#### Befangenheit des Schlichters
Der mit der Verfahrensführung betraute Schlichter hat sein Amt unabhängig und unparteiisch auszuüben (Artikel 9 Abs. 1 und 3 AStG; Art 6 ADR-RL). Ist dies nicht gegeben, hat der Schlichter dies unverzüglich gegenüber der Leitung der AS-Stelle offenzulegen (Artikel 9 Abs. 3 AStG; Art 6 ADR-RL), welche den Schlichter durch einen anderen zu ersetzen hat (Artikel 9 Abs. 4 AStG; Artikel 6 ADR-RL).
Der Schlichter hat den Parteien gegenüber seine Befangenheit gemäß AStG nicht offenzulegen, selbst, wenn diese seine Unabhängigkeit oder Unparteilichkeit beeinträchtigen könnte (siehe hierzu jedoch Art 6 Abs. 2 lit. c) ADR-RL). Die Parteien haben kein Ablehnungsrecht gemäß AStG, falls sie das Vorliegen einer Befangenheit des Schlichters kennen oder solche ersichtlich wird und auch keine Möglichkeit, die zuständige AS-Stelle anzurufen.
Die genaue Vorgehensweise bei Befangenheit oder Parteilichkeit (bzw. Schutz der Unparteilichkeit) ist nach Artikel 5 Abs. 3 AStG in den Verfahrensregeln festzulegen.

#### Unabhängigkeit
Schlichter im Sinne des AStG können auch Personen sein, die von einem Berufs- oder Wirtschaftsverband, dessen Mitglied der Unternehmer ist, beschäftigt oder vergütet werden. Inwieweit hier eine persönliche, wirtschaftliche oder organisatorische Unabhängigkeit gegeben sein muss, lässt das AStG teilweise offen, obwohl Artikel 2 Abs. 2 der ADR-RL hier eine klare Transparenz fordert. Es besteht gemäß AStG keine Möglichkeit, wenn z. B. ein Schlichter von der Unternehmerseite bestellt wurde, dass auch ein Vertreter der Arbeiterseite oder eines Verbraucherverbandes an der Schlichtung als Schlichter teilnehmen muss oder kann (paritätische Besetzung).
Lediglich, wenn kollegiale Gremien als Schlichtungsorgane eingesetzt werden, so sind sie mit der jeweils gleichen Anzahl von Vertretern der Verbraucherinteressen und von Vertretern der Unternehmerinteressen zu besetzen (Artikel 10 AStG; Artikel 6 Abs. 5 Satz 1 der ADR-RL). Die Mitglieder eines solchen kollegialen Gremiums müssen grundsätzlich jeder für sich alle Anforderungen für einen Schlichter erfüllen. Grundsätzlich ist es nicht ausgeschlossen, dass zu diesen Schlichtern im kollegialen Gremium, die z. B. von einem Unternehmerverband und einem Verbraucherverband entsendet wurden, auch ein oder mehrere weitere neutrale Dritte entsandt werden.
Es ist im AStG nicht vorgesehen, dass ein Schlichter, der z. B. von einem Unternehmensverband beschäftigt oder vergütet wird, dies den Parteien vor, während oder nach dem Schlichtungsverfahren offenzulegen hat (siehe jedoch Artikel 7 Abs. 1 lit. d ADR-RL).
Ist der Schlichter in einem Berufs- oder Wirtschaftsverband beschäftigt, welche Unternehmer vertreten, muss er von der AS-Stelle einen gesonderten Rechnungskreis und ausreichende Mittel zur Verfügung gestellt bekommen (Artikel 9 Abs. 5 AStG; Artikel 6 Abs. 4 ADR-RL), sofern der Schlichter nicht in einem Kollegialorgan tätig ist.
Es besteht nach dem AStG auch grundsätzlich kein Bedenken in Bezug auf die Unabhängigkeit, wenn ein Schlichter zuvor z. B. bei einem Unternehmen, das in einen Schlichtungsfall verwickelt ist, beschäftigt war (keine Cooling-off-Periode gefordert).
Das AStG sieht keine Regelung vor, falls der Schlichter eine Vergütung zugesprochen erhält, die mit dem Ergebnis von Streitbeilegungsverfahren in Zusammenhang steht (andere Regelung jedoch in Artikel 6 Abs. 1 lit. d) ADR-RL – dementsprechend ist die Unabhängigkeit und Unparteilichkeit von Schlichtern nur dann gewährleistet, wenn diese „in einer Weise vergütet werden, die nicht mit dem Ergebnis des Verfahrens im Zusammenhang steht“).
Das AStG sieht keine generelle Weisungsfreiheit des Schlichters im Schlichtungsverfahren vor. Dass die Reglung im AStG über die Unabhängigkeit der Schlichter von den Parteien als auch in Bezug auf die AS-Stellen und andere Einrichtungen Artikel 6 Abs. 3 ADR-Richtlinie entspricht, ist eher zu verneinen, da mehrere in Artikel 6 Abs. 3 der ADR-RL geforderten Kriterien im AStG nicht vollständig oder gar nicht umgesetzt wurden.

## Aufgaben von AS-Stellen

### Informationsverpflichtungen
AS-Stellen sind verpflichtet, eine laufend aktualisierte, geeignete, eindeutige und leicht verständliche „Website zu unterhalten, die den Parteien einen einfachen Zugang zu Informationen und eine Antragsmöglichkeit über das Verfahren zu bieten hat“ (Artikel 6 Abs. 1 und 2 AStG).
Die AS-Stellen haben nach Artikel 20 AStG die Liste der Europäischen AS-Stellen und einen Link zur OS-Plattform der Europäischen Kommission auf ihren Websites zu veröffentlichen und erforderlichenfalls auf einem dauerhaften Datenträger in ihren Räumlichkeiten öffentlich zugänglich zu machen.

### Weitere Aufgaben
Gemäß Artikel 8 AStG haben AS-Stellen jährlich einen Tätigkeitsbericht zu erstellen und den Schlichter zu ernennen (Artikel 9 und 10 AStG). AS-Stellen haben sich untereinander zu unterstützen, zu kooperieren. Das Amt für Volkswirtschaft ist gemäss Artikel 19 Abs. 2 AStG OS-Kontaktstelle nach der Verordnung (EU) Nr. 524/2013 und hat Parteien bei der Beilegung von Streitigkeiten im Zusammenhang mit Beschwerden, die über die OS-Plattform eingereicht werden, zu unterstützen, die zuständige AS-Stelle ausfindig zu machen.

### Berichtspflichten der AS-Stellen
AS-Stellen haben eine weitreichende Berichtspflicht an die zuständigen Behörden (Artikel 25 bis 27 AStG).

### Tribunal im Sinne der EMRK?
Die AS-Stellen sind in keinem Fall ein Tribunal im Sinne der Europäischen Menschenrechtskonvention. Es fehlt jedenfalls an einer Sicherung der Unabhängigkeit (Weisungsfreiheit), der vollen Kognitionsbefugnis (Prüfungsrecht auf alle maßgeblichen Sach- und Rechtsfragen) und die Unparteilichkeit ist durch die Zulassung von Personen als Schlichter, die von einem Unternehmerverband oder Arbeitnehmerverband etc. bezahlt werden, objektiv nicht gewährleistet (insbesondere auch, weil sie diese Zugehörigkeit und Entlohnung gegenüber den Parteien nicht offenlegen müssen).

## Veröffentlichungsverbot für die Parteien
Das in Artikel 5 Abs. 4 AStG vorgesehene Verbot, dass es Parteien und deren Vertretern während eines anhängigen Verfahrens und danach durch die Verfahrensregeln einer AS-Stelle untersagt werden kann, die Streitsache oder die Inhalte des Schlichtungsverfahrens an die Öffentlichkeit zu bringen oder eine mediale Berichterstattung dar- über zu erwirken, ist ein unzulässiger Eingriff in verfassungsrechtliche Grundsätze (z. B. Verstoß gegen das Verhältnismäßigkeitsprinzip).
Ein solches Geheimhaltungsverbot für die Parteien, wie in Artikel 5 Abs. 4 AStG vorgesehen, ist in der europarechtlichen Grundlage, der Richtlinie 2013/11/EU (ADR-Richtlinie) auch nicht vorgesehen (vgl. Artikel 17 ADR-RL – nur für die AS-Stellen verpflichtend).
Um ein Geheimhaltungsinteresse, insbesondere zu Gunsten des Unternehmers, im Sinne des Artikel 5 Abs. 4 AStG heranzuziehen und zu gewähren, müssten zumindest die Kriterien für den Ausschluss der Öffentlichkeit nach § 172 ZPO erfüllt sein, sofern eine Analogie als zulässig erachtet wird.

## Informationspflichten für Unternehmer
Unternehmer haben nach Artikel 18 AStG (Artikel 13 ADR-RL) die Verbraucher auf deren Website und gegebenenfalls in den allgemeinen Geschäftsbedingungen in klarer, verständlicher und leicht zugänglicher Weise über die zuständige AS-Stelle oder die AS-Stellen in Kenntnis zu setzen, von der oder denen er erfasst wird, sofern er sich verpflichtet oder verpflichtet ist, diese Stellen zur Beilegung von Streitigkeiten mit Konsumenten einzuschalten. Diese Information hat Angaben zur Website-Adresse der betreffenden AS-Stelle oder AS-Stellen zu enthalten.
Können der Unternehmer und der Konsument in einer Streitigkeit keine Einigung erzielen, so hat der Unternehmer den Konsumenten auf Papier oder einem anderen dauerhaften Datenträger auf die für ihn zuständige AS-Stelle oder zuständigen AS-Stellen hinzuweisen. Der Unternehmer hat zugleich anzugeben, ob er an einem AS-Verfahren teilnehmen wird.  (Artikel 18 Abs. 3 AStG).

## Anwendungs- und Geltungsbereich
Das AStG ist anzuwenden auf (Artikel 1 Abs. 1 AStG):
- Streitigkeiten über Verpflichtungen aus einem entgeltlichen, zivilrechtlichen Vertrag,
- zwischen einem in Liechtenstein niedergelassenen Unternehmer und
  - einem in Liechtenstein oder
  - in einem sonstigen Vertragsstaat des Abkommens über den Europäischen Wirtschaftsraum,
- wohnhaften Konsumenten.

Das AStG gilt daher nicht für Streitigkeiten
- über Verpflichtungen aus einem entgeltlichen Vertrag mit Unternehmern oder Verbrauchern aus Drittstaaten (z. B. der Schweiz),
- von Unternehmern gegen Verbraucher,
- von Unternehmern gegen Unternehmer und
- von Verbrauchern gegen Verbraucher (z. B. Verkäufe bei Online-Plattformen) und daher auch nicht erbrechtliche oder familienrechtliche Streitigkeiten, da die Streitparteien daran nicht in ihrer Eigenschaft als Verbraucher oder Unternehmer beteiligt sind,
- zwischen Unternehmern oder Verbrauchern mit Dritten, die am Rechtsgeschäft nicht beteiligt waren bzw. sind.

Ausdrücklich ausgenommen vom Geltungsbereich sind Streitigkeiten aus Rechtsgeschäften (Artikel 1 Abs. 2 AStG):
1. über Gesundheitsdienstleistungen, die von Angehörigen der Gesundheitsberufe gegenüber Patienten erbracht werden, um deren Gesundheitszustand zu beurteilen, zu erhalten oder wiederherzustellen, einschließlich der Verschreibung, Abgabe und Bereitstellung von Arzneimitteln und Medizinprodukten,[23]
2. mit öffentlichen Anbietern von Weiter- oder Hochschulbildung,
3. nichtwirtschaftliche Dienstleistungen von allgemeinem Interesse und
4. Kaufverträge über unbewegliche Sachen.

Inwieweit arbeitsvertragliche und mietrechtliche Streitigkeiten ausgenommen sind, wurde vom AStG nicht geregelt. Streitigkeiten mit Unternehmern die einen sogenannten freien Beruf ausüben (z. B. Anwälte, Finanzdienstleistern, Treuhänder etc.), sind vom Anwendungsbereich des AStG nicht generell ausgenommen (siehe auch Artikel 2 AStG).

## Rezeptionsgrundlage
Rezeptionsgrundlage für die Liechtensteinische Regelung zu Alternative Streitbeilegungsstellen ist das österreichische Alternative-Streitbeilegung-Gesetz (AStG), mit dem das Verfahren zur alternativen Beilegung von Streitigkeiten über Verpflichtungen aus einem entgeltlichen Vertrag zwischen einem in Österreich niedergelassenen Unternehmer und einem Verbraucher geregelt wird (Artikel 1 Abs. 1 AStG). Ähnlich wie in Österreich sind in Liechtenstein auch die Regelungen für die Streitschlichtungsstellen aufgebaut.